# Tagliamento
Tagliamento är en flod i nordöstra Italien som går från Alperna till Adriatiska havet där den rinner ut mellan Trieste och Venedig. 
Tagliamentos källor finns i Mauriapasset på gränsen mellan regionerna Veneto och Friuli-Venezia Giulia. Under första delen av sträckan rinner Tagliamento genom det historiska Carnia-området i norra delen av provinsen Udine. Senare utgör floden själv gränsen mellan provinserna Udine och Pordenone. Efter det utgör floden gräns mellan provinserna Udine och Venezia. Floden rinner ut i Venedigbukten mellan Lignano Sabbiadoro och Bibione.
Tagliamentos avrinningsområde är mycket tätbefolkat: ungefär 165.000 människor bor där. De största städerna längs Tagliamento är Latisana och San Michele al Tagliamento. I närheten ligger även Tolmezzo, Gemona del Friuli, San Daniele del Friuli, Spilimbergo, Casarsa della Delizia, Codroipo och San Vito al Tagliamento.